# Phare Navpaktos
Le phare Navpaktos est situé sur une fortification qui protège le port de Naupacte, (en grec moderne : Navpaktos), en Grèce. Il est achevé en 1909.

## Caractéristiques
Le phare est une tour de pierres, sans lanterne. La lumière surmonte cette tour. Il s'élève à 13 mètres au-dessus des eaux du port.

## Codes internationaux
- ARLHS[1] : GRE-134
- NGA : 14792
- Admiralty[2] : E 3942

## Source
(en) [PDF] List of lights radio aids and fog signals - 2011 - The west coasts of Europe and Africa, the mediterranean sea, black sea an Azovskoye more (sea of Azov) (la liste des phares de l'Europe, selon la National Geospatial - Intelligence Agency)- Version 2011 - National Geospatial - Intelligence Agency - p. 256